# Список правительства Давида Падильи, 1978-1979
Бригадный генерал Давид Падилья Арансибиа стал президентом в день переворота 24 ноября 1978 года и сформировал новый кабинет.
| Министерство / Дата                                 | 24.11.1978                          | 27.11.1978                         | 16.01.1979                        | 11.05.1979                              | 22.06.1979                          |
| --------------------------------------------------- | ----------------------------------- | ---------------------------------- | --------------------------------- | --------------------------------------- | ----------------------------------- |
| Министр иностранных дел и по делам религии          | Рауль Ботело Гонсалвес, независимый |                                    |                                   | Хорхе Эскобари Кусигангу, независимый   |                                     |
| Министр внутренних дел, миграции и юстиции          | Рауль Лопес Лйетон, военный         |                                    |                                   |                                         |                                     |
| Министр национальной обороны                        | Уго Сеспедес Эспиноса, военный      |                                    |                                   |                                         | Исмаэль Сааведра Сандоваль, военный |
| Министр планирования и координации                  | Гари Прадо Сальмо́н, военный         |                                    |                                   |                                         |                                     |
| Министр финансов                                    | Вакантен                            | Венсеслао Альбо Кирос, независимый |                                   | Хавьер Алькореса Мельгарехо, военный    |                                     |
| Министр образования и культуры                      | Хосе Олвис Ариас, военный           |                                    |                                   | Симон Сехас Тордойа, военный            |                                     |
| Министр транспорта, путей сообщения и авиации       | Ариэль Аскаррунс Уртадо, военный    |                                    | Хуан Муньос Револьо, военный      |                                         |                                     |
| Министр труда и по делам профсоюзов                 | Вито Рамирес Лопес, военный         |                                    | Эрмес Фельман Фортеса, военный    |                                         |                                     |
| Министр промышленности, торговли и туризма          | Оскар Хайме Паммо Родригес, военный |                                    |                                   |                                         |                                     |
| Министр полезных ископаемых и металлургии           | Хорхе Эчасу Агирре, военный         |                                    |                                   |                                         |                                     |
| Министр энергетики и нефтепродуктов                 | Марио Кандиа Наварро, военныйl      |                                    |                                   |                                         |                                     |
| Министр сельского хозяйства и по крестьянским делам | Роландо Саравиа Ортуньо, военный    |                                    | Феликс Вильярроэль Теран, военный |                                         |                                     |
| Министр здравоохранения и социальной защиты         | Луис Ривера Паласиос, военный       |                                    |                                   |                                         |                                     |
| Министр городского строительства                    | Альберто Саэнс, военный             | Норберто Саломон Сориа, военный    |                                   |                                         |                                     |
| Министр экономической интеграции                    | нет                                 | нет                                | нет                               | Густаво Фернандес Сааведра, независимый |                                     |
| Министр печати и информации                         | Виктор Агилар Дорадо, военный       |                                    |                                   |                                         |                                     |
| Секретарь кабинета                                  | Абель Элиас Саинс, военный          |                                    |                                   | Хайме Арансибиа Эчеверриа, независимый  |                                     |